# Lockfleth

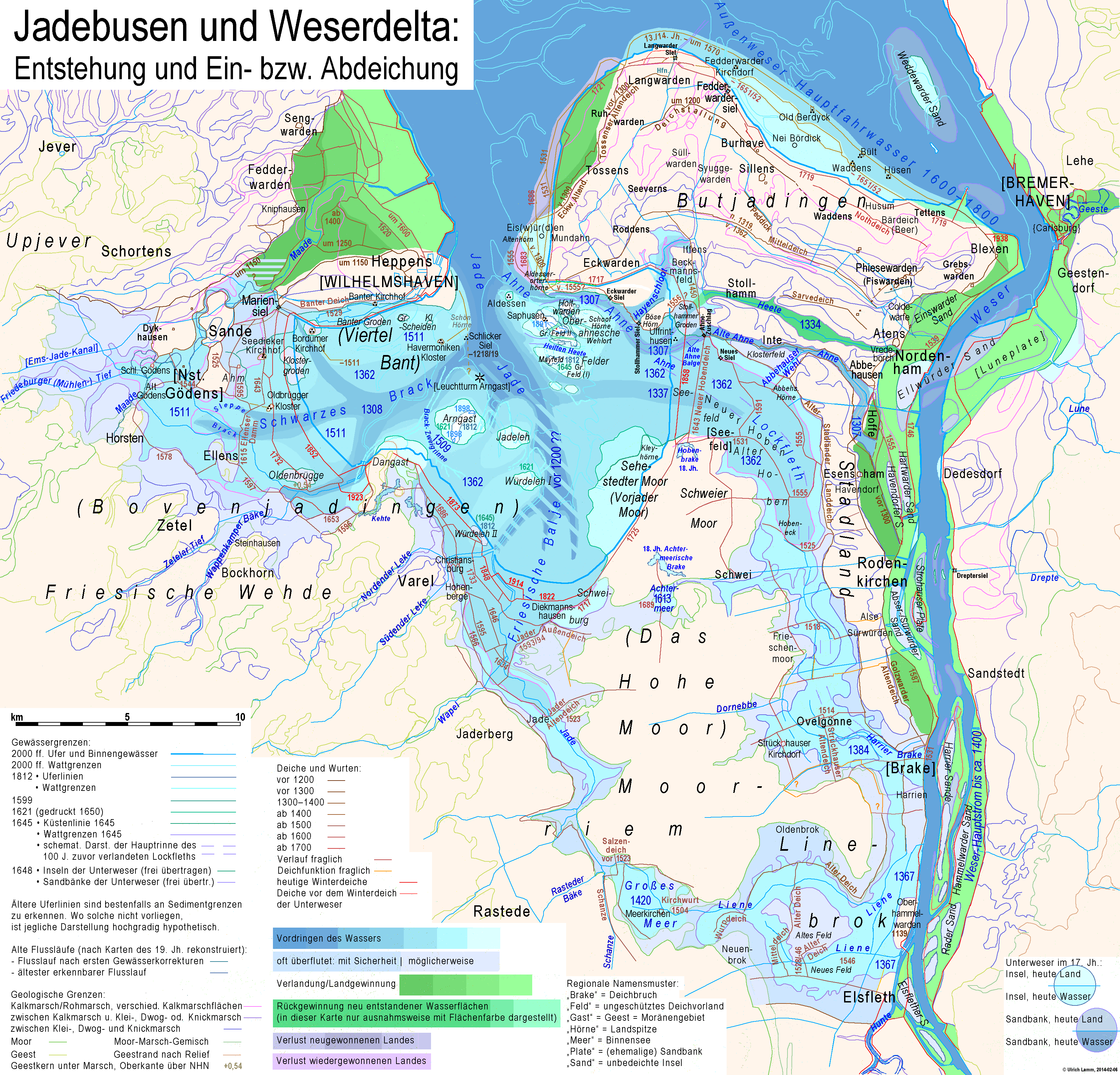
Das Lockfleth zwischen dem Jadebusen und der Unterweser

Lockfleth wird heute ein Zuggraben in der Wesermarsch (im niedersächsischen Landkreis Wesermarsch) genannt, der in nord-südlicher Richtung vom Strohauser Sieltief zum Schmalenflether Sieltief verläuft.

## Geschichte

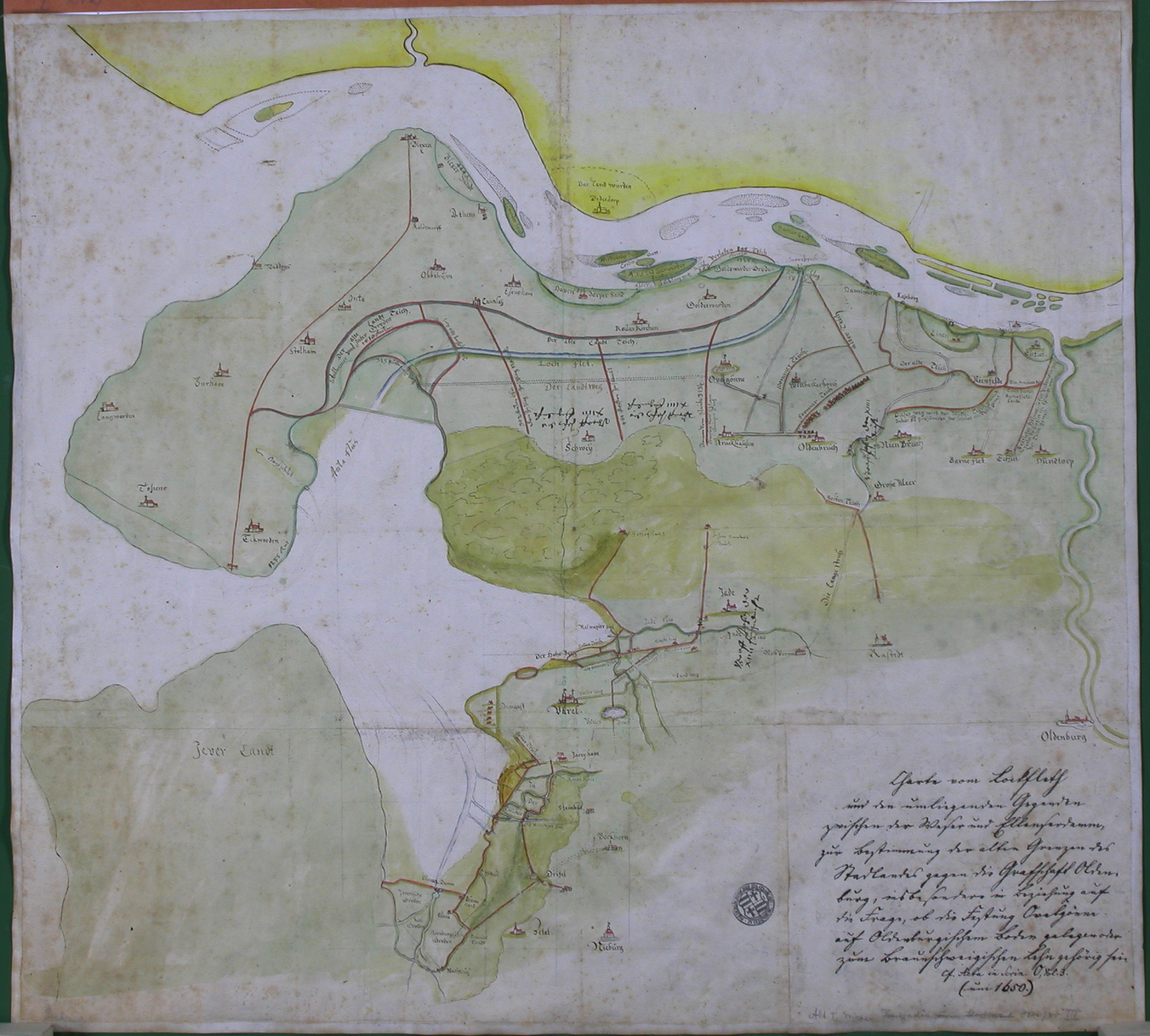
Karte von etwa 1645 mit einigen Deichen der Grafschaft Oldenburg und dem etwa 100 Jahre zuvor verlandeten Lockfleth

Vorläufer dieses Zuggrabens ist eine Tiderinne, die 1332 in Höhe des heutigen Augustgrodens entstand, sich während der Zweiten Marcellusflut am 16. Januar 1362 tief ins Binnenland fraß und spätestens 1382 mit der Harrier Brake verband, die durch einen Deichbruch der Weser in Höhe des heutigen Brake entstanden war. Dadurch wurde das Lockfleth zu einem Mündungsarm der Weser. Der größte Teil des Weserwassers erreichte allerdings weiterhin das Meer durch die (Haupt-)Mündung der Unterweser bei Blexen. Zu dem Mündungsarm der Weser gehörte neben dem heutigen Lockfleth ein „Hoben“ genanntes Gebiet. Der Name bezieht sich auf ein nordwestlich des heutigen Zuggrabens gelegenes Moor, das bei Hochwasser angehoben wurde und im Laufe der Zeit stückweise ins offene Meer gespült wurde. An dieses verschwundene Moor erinnert heute eine Vielzahl von Namen geographischer Objekte nördlich und nordwestlich des Strohauser Sieltiefs. Der dort gelegene Abschnitt der Tiderinne wird teilweise Lockfleth, teilweise Hoben, teilweise Ahne genannt.
Nach der Niederlage der friesischen Bauernrepubliken Stadland und Butjadingen in der Schlacht an der Hartwarder Landwehr (1514) begannen die neuen Landesherren, die Grafen von Oldenburg, mit umfangreichen Eindeichungsarbeiten. Von Süden her drängten sie das Meerwasser zurück. Der Abschnitt südlich des heutigen Strohauser Sieltiefs wurde bereits im ersten Drittel des 16. Jahrhunderts trockengelegt.
Durch zügig aufeinander folgende Vordeichungen in den Jahren 1520, 1530, 1555 (Eindeichung des Esenshammer und Abbehauser Grodens), 1574 (Eindeichung des sogenannten „Alten Hobens“), 1591 (Eindeichung des „Neuen Hobens“) war im Jahre 1643 mit der Eindeichung von Seefeld praktisch das gesamte Ahne/Heete- und Lockfleth-Gebiet in Marschland verwandelt worden. Nur bei Sehestedt sorgt der nach wie vor moorige Untergrund der Restbestände des Hobens bis heute für Probleme hinsichtlich der Standsicherheit des Jadebusen-Deichs.
In der Zeit seines Bestehens trennte das Lockfleth das zu einer Insel in der Weser gewordene Stadland von den westlich davon gelegenen, weitgehend unbewohnten Moorgebieten im Osten des rüstringischen Bovenjadingen („Ober-Jadeland“) sowie von den südlich davon gelegenen, nach und nach von Süden her besiedelten vier Marsch-Vogteien. Noch heute bildet der Zuggraben Lockfleth auf einem längeren Abschnitt die Grenze der Gemeinde Stadland zur ehemaligen Marschvogtei Strückhausen, die heute zur Gemeinde Ovelgönne gehört.

## Bewirtschaftung des heutigen Zuggrabens
Für die trockengelegten Marschgebiete beiderseits des Zuggrabens Lockfleth ist heute die Stadlander Sielacht zuständig. Diese betreut auch Gebiete nördlich des Strohauser Sieltiefs, die von ihr in Anlehnung an den ehemaligen Weserarm „Hoben West“ und „Hoben Ost“ genannt werden.

## Biotopverbund
Der zugeschüttete Verlauf des ehemaligen Weserarms Lockfleth weist auch heute noch besondere Standortqualitäten für Wiesenvogelbiozönosen auf und stellt einen wichtigen Biotopverbund zwischen Unterweser und Jadebusen dar.